# آرتور گریگوریان (سیاستمدار)
آرتور گریشایی گریگوریان (ارمنی: Արթուր Գրիշայի Գրիգորյան؛ زادهٔ ۲۰ سپتامبر ۱۹۶۹) حقوق‌دان و سیاست‌مدار اهل ارمنستان است که از تاریخ ۲۰۱۹ تا تاریخ ۲۰۲۱ نماینده دوره هفتم مجلس ملی جمهوری ارمنستان بود. وی از ماه مه تا اکتبر ۲۰۱۸ به عنوان وزیر وزیر انرژی و منابع طبیعی ارمنستان در کابینه نیکول پاشینیان خدمت نمود.

## نگارخانه

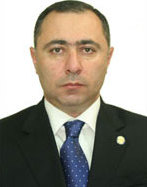